# Humedal de Kanjli
El humedal de Kanjli es un humedal artificial que incluye el lago Kanjli y está ubicado en el distrito de Kapurthala, en el estado de Punjab, en la India. Fue creado en 1870 mediante la construcción de obras de canalización en el río Kali Bein, afluente del río Beas, para facilitar el regadío. La rica biodiversidad del humedal, que comprende flora y fauna acuática, mesófita y terrestre, incluidas algunas especies importantes de plantas y animales, fue reconocida internacionalmente por la Convención de Ramsar en 2002 al designar el lago Kanjli en la Lista de Humedales de Importancia Internacional. En este contexto, se informa que el estado de Punjab, que tiene 14 humedales que cubren un área de 225,76 km 2 (2% del área geográfica del estado) tiene tres humedales únicos considerados sitios Ramsar, a saber, el humedal de Kanjli, que cubre un área de 490 ha, de las cuales el lago Kanjli ocupa 184 ha; el humedal de Harike (4100 ha) y el humedal de Ropar (1365 ha) que cubren un área total de 5650 ha; Kanjli está río arriba del lago Harike, ubicado en la cuenca del río Beas, mientras que el humedal Ropar está en el distrito de Rupnagar.

## Humedal
El humedal de Kanjli es uno de los humedales artificiales de la India identificados por el Gobierno, según el informe del Grupo de expertos (establecido en 1983 por el Ministerio de Medio Ambiente y Bosques) publicado en 1990. Dado que el artículo principal sobre humedales no cubre los aspectos de los humedales indios, se explica el trabajo realizado al respecto en India. El Grupo de Expertos ha basado su directorio en la definición enunciada por la Convención Internacional de Ramsar sobre los Humedales:: "extensiones de marismas, pantanos, turberas o aguas, naturales o artificiales, permanentes o temporales, estancadas o corrientes, dulces, salobres o saladas, incluidas las extensiones de agua marina cuya profundidad en marea baja no exceda de seis metros".
Además, considerando la definición de humedales dada por Cowden en 1979 para la clasificación de humedales en los EE. UU., también se han considerado para la identificación tres atributos clave de la hidrología (el grado de inundación o saturación del suelo), la vegetación de los humedales (hidrófitas) y los suelos hídricos. En esta lista, los manglares no están incluidos, ya que pertenecen a una categoría diferente.
El directorio del Grupo de Expertos ha hecho una distinción entre humedales naturales y artificiales (incluidos los humedales de menos de 100 ha de superficie). En la India, en sus 24 estados y dos territorios de la unión (según el informe de 1990), hay 2167 humedales naturales con una superficie total de 1,45 millones de hectáreas y humedales artificiales de 65 254 hectáreas con una superficie total de 2,59 millones de hectáreas. Las masas de agua continentales enumeradas en el informe abarcan lagos, estanques, embalses, etc.

## Patrocinio real
El antiguo maharajá de Kapurthala (Raja Randhir Singh - 1862 a 1870), construyó las obras de canalización en el río Kali Bein, dando lugar a la creación del humedal de Kanjli, que incluye el lago del mismo nombre. El maharajá también construyó un retiro, de estilo arquitectónico francés, en el bosque enclavado en un hermoso paisaje natural, a orillas del lago, que recibió el nombre de "La Villa" o "Villa Buona Vista". Sus sucesores reales viven en este retiro incluso ahora. El lago se ha desarrollado como un destino turístico con instalaciones para la pesca y la navegación. Aquí se lleva a cabo una mela o feria tradicional durante el festival Depavali.

## Acceso
La región de humedales ecológicos de Kanjli alrededor del pueblo Kanjli se halla a 4 km (2,5 mi) de la ciudad de Kapurthala, también sede del distrito, y por lo tanto está bien conectado por red de carreteras con todas las partes del estado y el resto del país.

## Hidrología

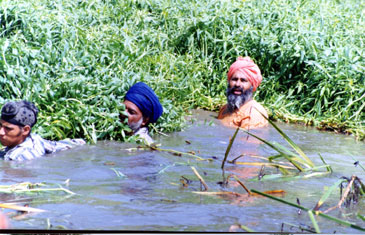
Sijs durante la limpieza del río Kali Bein

El río Kali Bein, que desemboca en la confluencia de los ríos Beas y Sutlej y nace cerca del pueblo de Dhanoa, aguas arriba del regulador de Budho Bark, en el distrito de Hoshiarpur, alimenta el humedal y el lago. El río Bein estuvo muy contaminado y casi se seca debido a la rápida industrialización de la región, pero la comunidad sij de la región hizo un gran esfuerzo de revitalización con voluntarios y en 2002, los humedales y el lago creados al norte de la ciudad de Kapurthala fueron declarados sitio Ramsar. Debido a la sedimentación producida durante las grandes lluvias y el giro hacia el oeste del río Beas, el río Bein ha creado una gran llanura sedimentaria, de amplio desarrollo agrícola en torno a la cuenca del humedal. La profundidad del agua en el lago tiene una variación estacional de 3,05 m a 7,62 m según la temporada y la descarga de entrada. El área de captación se encuentra dominada por la agricultura. El humedal se encuentra en la zona semiárida y recibe una precipitación media anual de unos 620 milímetros. La temperatura varía de un máximo de 45o C en verano a un promedio de 6o C durante el invierno con temperaturas bajo cero ocasionales.
El Kali Bein y su humedal proporcionan suministro de agua para la agricultura en el distrito de Kapurthala, recargan las aguas subterráneas, drenan el exceso de agua de lluvia de cultivos sensibles como el trigo, la patata, etc. y actúan como una esponja al absorber las aguas de inundación.

## Calidad del agua
La Junta de Control de la Contaminación de Punjab ha estudiado la calidad del agua y los lodos del humedal. Su informe indica que la calidad generalmente se ajusta a la Clase 'B' con cierto grado de degradación de la calidad a la Clase 'D' a veces durante diciembre.
A partir de un estudio de imágenes satelitales del humedal, se ha inferido que el lago Kanjli podría clasificarse en una clase de turbidez baja (tono azul oscuro) durante el período anterior al monzón y en una clase de turbidez moderada (azul medio) durante la temporada posterior al monzón, lo que es indicativo de que se está produciendo una realimentación en el lago.

## Flora y fauna
La flora y la fauna registradas en el humedal y el lago Kanjli (algunas de ellas se muestran en la galería) son las siguientes.

### Flora
- Las doce variedades de árboles registradas en el humedal son Acacia arabica, Albizia lebbeck, Azadirachta indica, Dalbergia sissoo, Eucalyptus híbrido, Ficus bengalensis, Mangifera indica, Melia azedarach, Morus alba, Prosopis juliflora, Syzygium cumini y Ziziphus mauritiana.
- Los arbustos registrados son: Calotropis procera, Ipomoea crassicaulis y Tamarix dioca
- Las hierbas mencionadas son Saccharum spontaneum, Tripidium bengalense ( sinónimo Saccharum munja ), Scirpus sp. y otras hierbas comunes.

### Flora acuática
Se han reconocido 11 especies de flora acuática, 34 especies de zooplancton y 15 especies de  invertebrados.

### Fauna acuática
Según el District Gazetteer y el estudio realizado por el Instituto Nacional de Investigación de Ingeniería Ambiental (NEERI), se han encontrado 17 especies de peces (en el río Bein y el lago), que incluyen las especies comunes de Catla catla, Channa marulius, Cythus striatus, Cirrhinus mrigala, Labeo calbasu y Labeo rohita .
La tortuga es el reptil común reportado en el área.
Hay veintiocho especies de aves residentes y nueve especies migratorias. Las aves migratorias son varias especies de ganso, porrón pardo, ánade real, porrón moñudo, cerceta común, yaguasa hindú, pato rojizo, ánade real y cuchara común.

### Fauna
Los mamíferos en el humedal son la civeta india, la mangosta, el puercoespín indio, la ardilla y la liebre india común.

## Problemas en el humedal
En el humedal, el estado ecológico del lago Kanjli, en particular, ha sido amenazado por los asuntos siguientes.
- Crecimiento extensivo del jacinto de agua debido a los nutrientes y pesticidas de los campos agrícolas adyacentes.
- Presión antropogénica y la consiguiente invasión de tierras.
- Eutrofización, particularmente debido a la descomposición in situ del jacinto.
- Conversión de humedales para agricultura, vivienda humana, expansión industrial y actividades recreativas.
- Pesca ilegal e indiscriminada que perturba la avifauna.

## Medidas de conservación
Las medidas de conservación y gestión emprendidas con la asistencia proporcionada por el Ministerio de Medio Ambiente y Bosques, Gob. de la India (MoEF, GOI) por la División de Medio Ambiente del Consejo Estatal de Ciencia y Tecnología de Punjab bajo la directiva del Comité Directivo a Nivel Estatal son las siguientes. 
- Mapeo detallado del humedal para declarar y notificar el humedal Kanjli como área protegida bajo la Ley de Protección Ambiental de 1986.
- Control juicioso de jacintos (malezas) por parte del departamento de riego, la policía del distrito e incluso unidades del ejército, por métodos manuales. También se está probando el sistema de cinta transportadora como método mecánico para eliminar las malas hierbas.
- Control del jacinto a través del control biológico mediante la liberación de dos especies de gorgojos (que han demostrado ser eficaces en todo el mundo y se han introducido río abajo en el ecosistema de humedales de Harike): Neochetina bruchi y N. eichorniae (gorgojo del camalote). La liberación de la polilla Sameodes albiguittal también se está considerando como una opción.
- Introducir juiciosamente más especies de peces en el lago para evitar cualquier efecto adverso de las especies exóticas.
- Medidas de forestación alrededor del área del lago y en las islas pequeñas, con especies autóctonas mixtas de árboles para evitar la erosión del suelo que resulta en la reducción de la sedimentación en el lago, para atraer grandes especies de aves para anidar y posarse y para mejorar el ecosistema.
- Cercado selectivo del humedal para evitar el pastoreo excesivo para la preservación de bolsas importantes que proporcionan un hábitat para las aves zancudas y para controlar las invasiones.
- Monitoreo continuo de la calidad del agua para verificar el grado de carga externa de nutrientes de las aguas del lago y para desarrollar los pasos preventivos y curativos apropiados.
- Campañas de sensibilización pública a través de medios de comunicación, material educativo, campamentos, etc. del ecosistema de humedales con la ayuda de organizaciones voluntarias.
- Investigación científica continua sobre los componentes biológicos e hidrológicos, y el potencial de productividad con respecto al valor económico, los aspectos sociales del patrimonio y para calificar la importancia del humedal.

## Tradición sij
La tradición sikh dice que a la edad de treinta años, Nanak desapareció y se presume que se ahogó después de ir a uno de sus baños matutinos a un arroyo local llamado Kali Bein. Tres días después reapareció y dio la misma respuesta a cualquier pregunta que se le hiciera: "No hay hindú, no hay musulmán " (en punjabí, "nā kōi hindū nā kōi musalmān"). A partir de este momento, Nanak comenzaría a difundir las enseñanzas de lo que sería el sijismo.

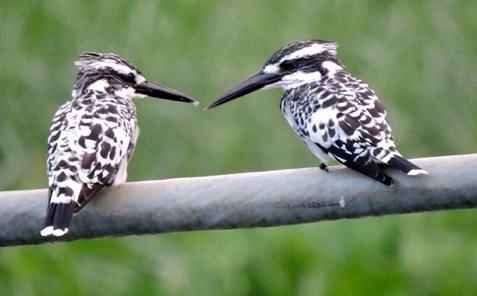
Martín pescador pío en el humedal de Kanjli, Punjab, India
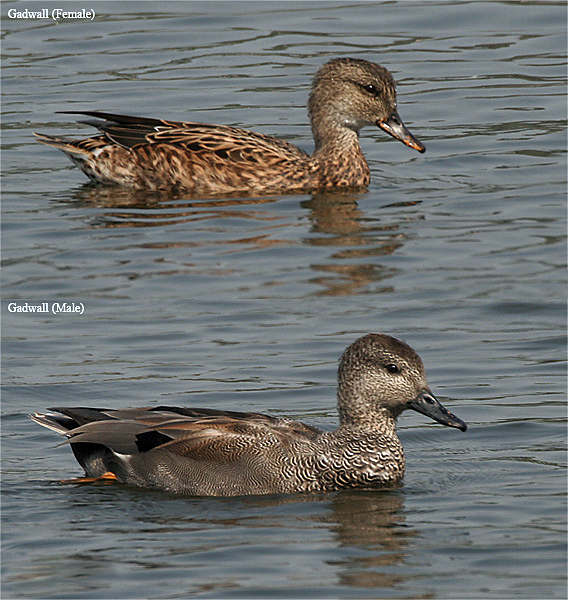
Ánade
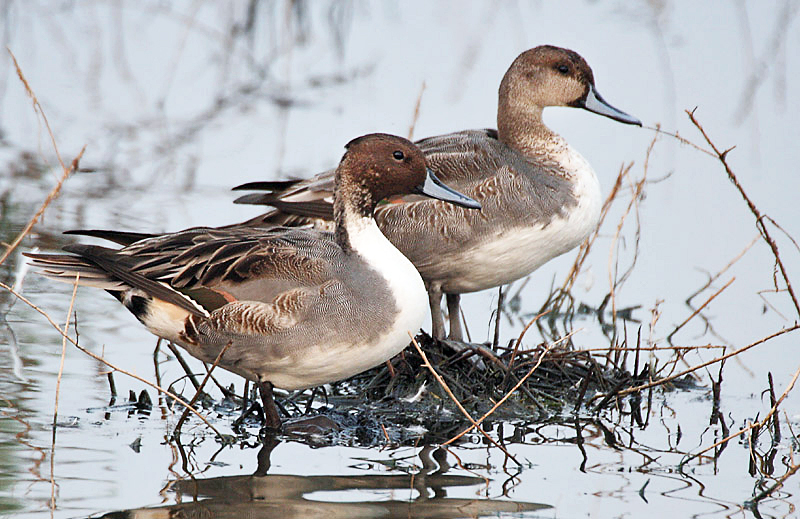
Ánade rabudo  (Anas acuta)
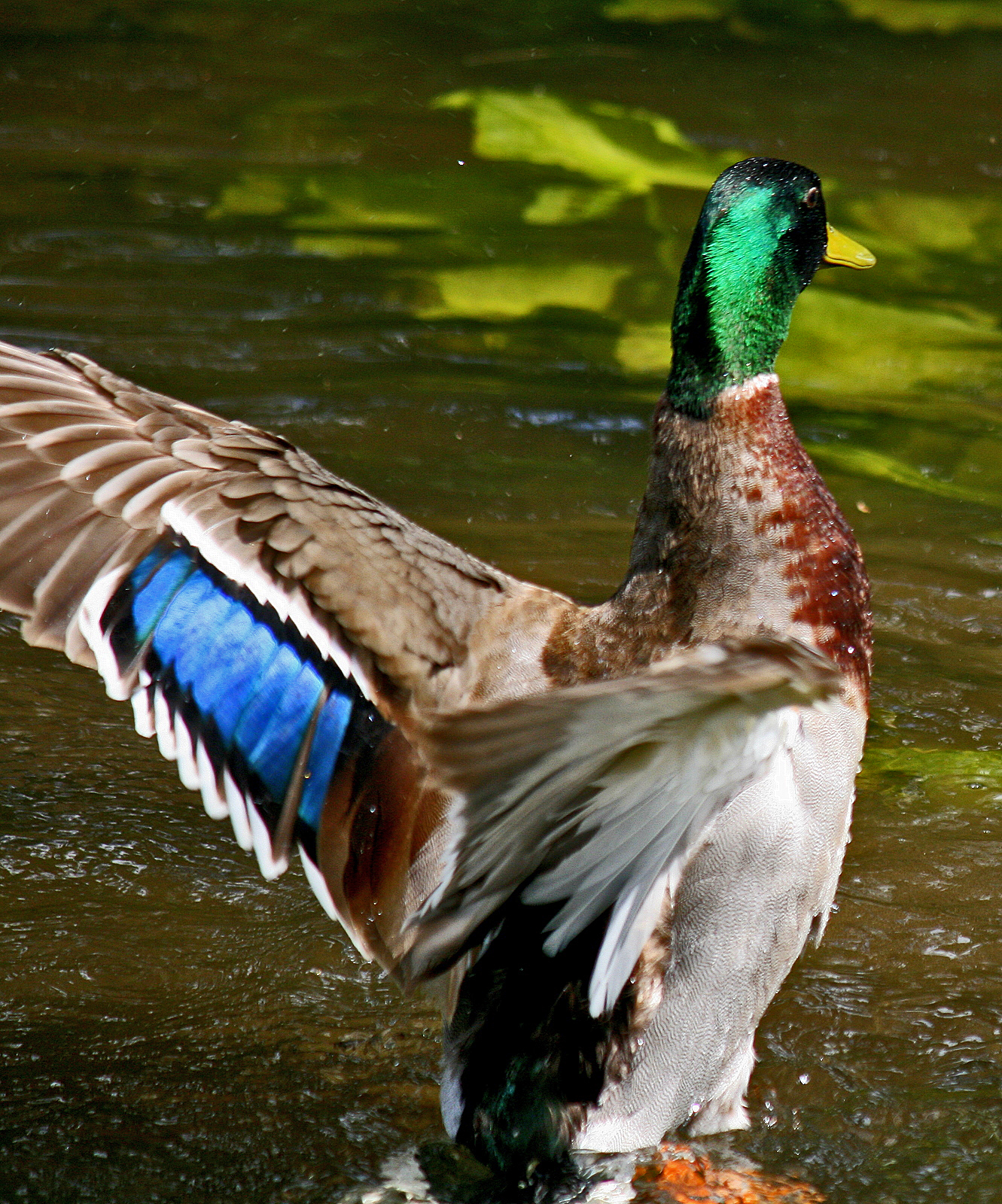
Macho de Espejuelo
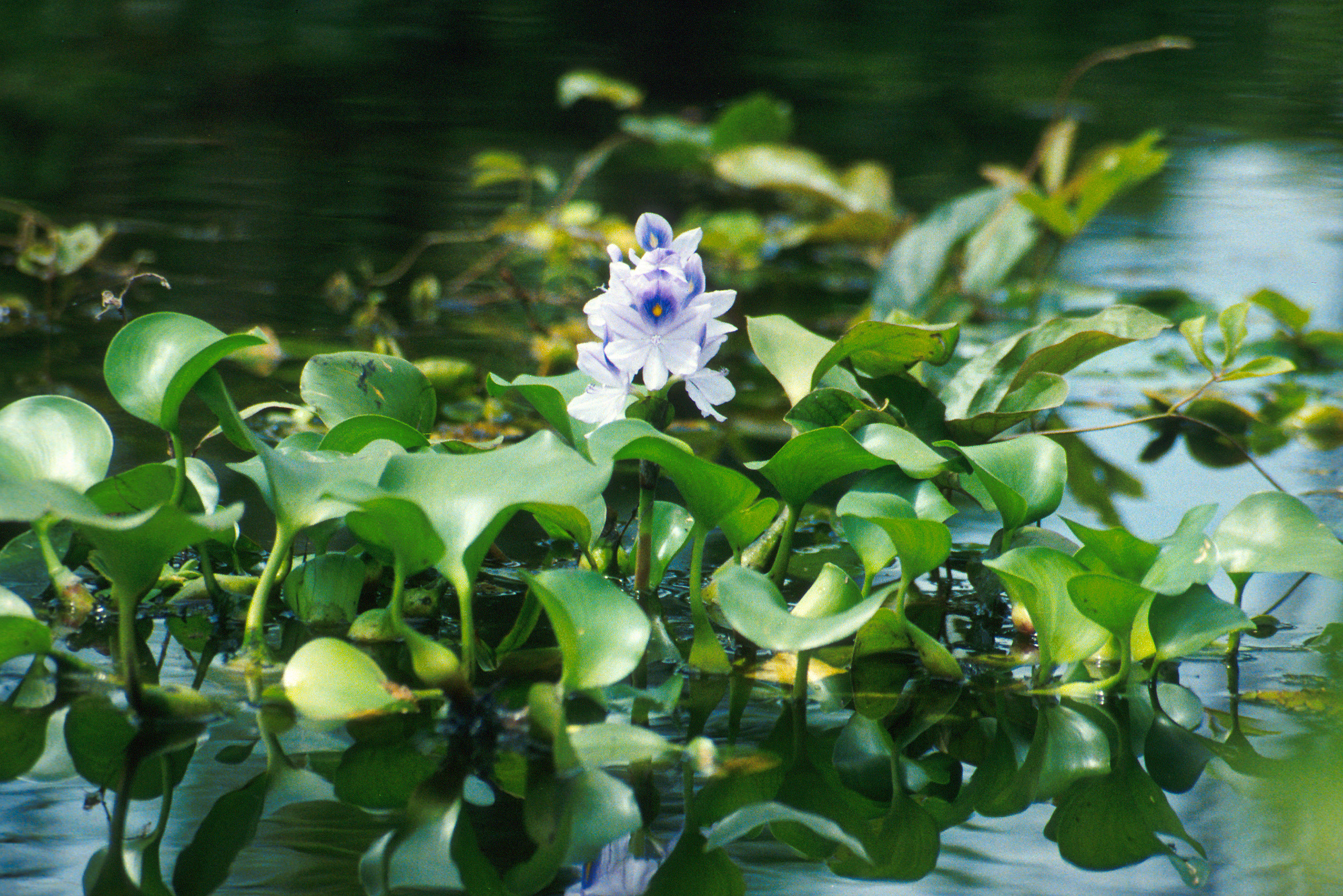
Jacinto común en flor
Mezquite
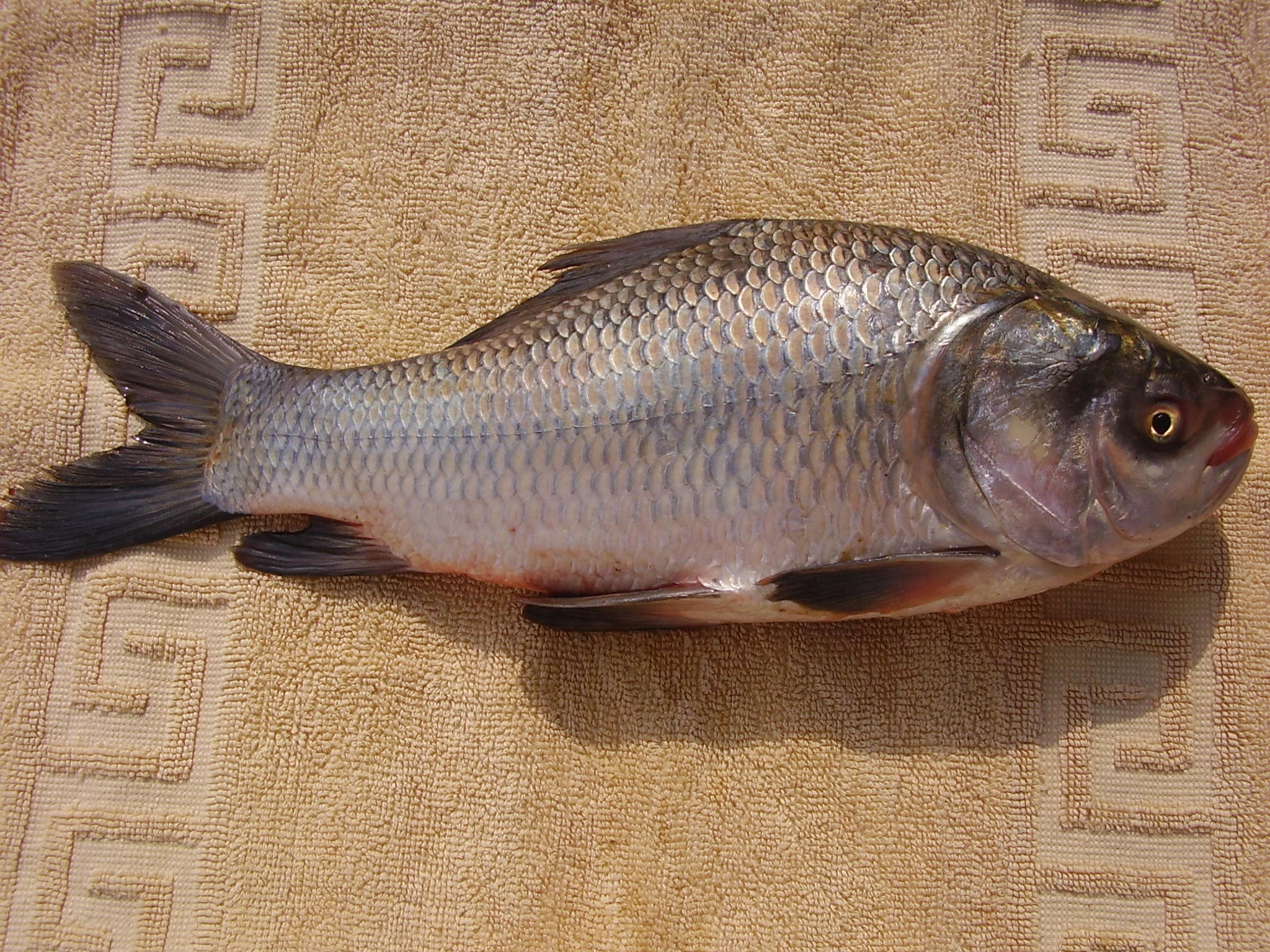
Catla
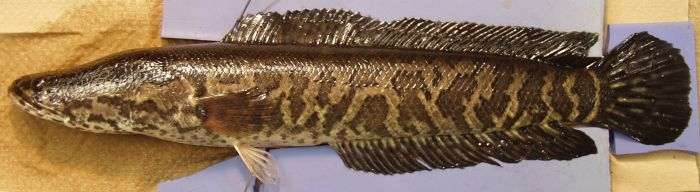
Pez cabeza de serpiente cobra
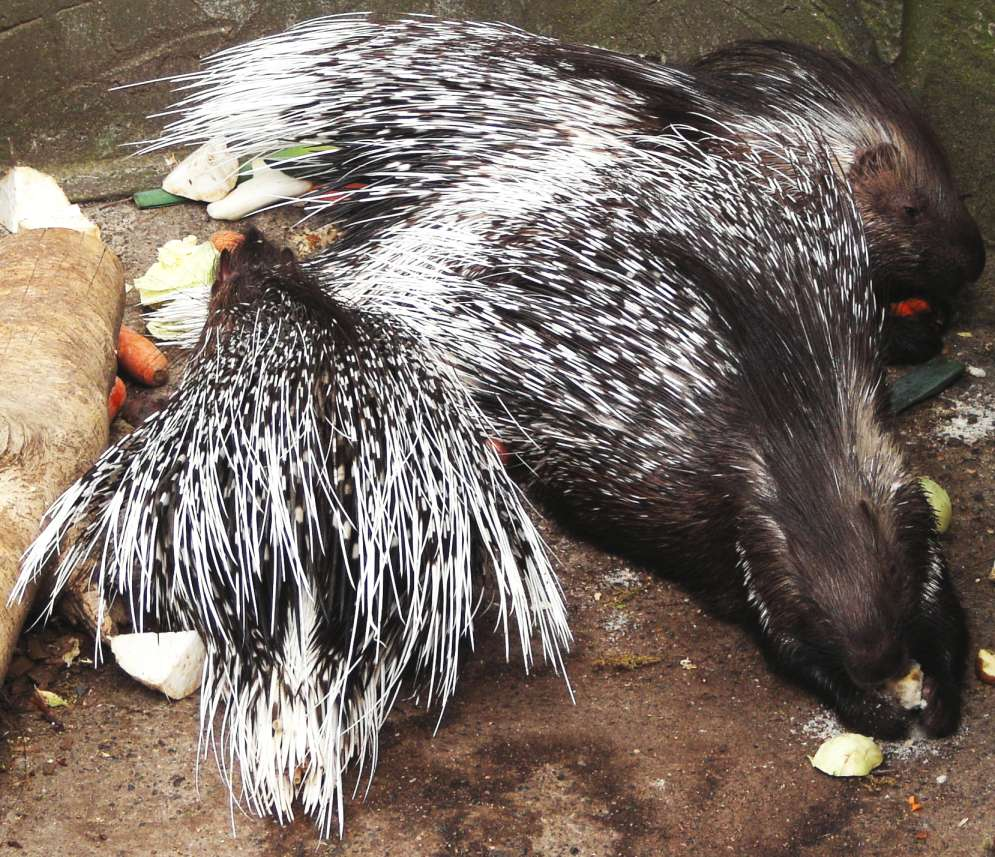
Puercoespín de la India